# Phylica rigidifolia
Phylica rigidifolia är en brakvedsväxtart som beskrevs av Otto Wilhelm Sonder. Phylica rigidifolia ingår i släktet Phylica och familjen brakvedsväxter. Inga underarter finns listade i Catalogue of Life.